# Agriognatha bella
Agriognatha bella är en spindelart som beskrevs av O. Pickard-Cambridge 1896. Agriognatha bella ingår i släktet Agriognatha och familjen käkspindlar.
Artens utbredningsområde är Costa Rica. Inga underarter finns listade i Catalogue of Life.